# Громыхалин, Николай Родионович
Николай Родионович Громыхалин (1918-1945) — старший сержант Рабоче-крестьянской Красной Армии, участник Великой Отечественной войны, Герой Советского Союза (1945).

## Биография
Николай Громыхалин родился 22 мая 1918 года в деревне Драньково Егорьевского уезда Рязанской губернии в крестьянской семье. Окончил семь классов школы, работал слесарем-наладчиком на Егорьевской обувной фабрике. В ноябре 1941 года Громыхалин был призван на службу в Рабоче-крестьянскую Красную Армию и направлен на фронт Великой Отечественной войны. Принимал участие в боях на Центральном и 2-м Белорусском фронтах. Участвовал в битве за Москву. К апрелю 1945 года старший сержант Николай Громыхалин командовал отделением 238-го отдельного инженерно-сапёрного батальона 48-й инженерно-сапёрной бригады 70-й армии 2-го Белорусского фронта. Отличился во время форсирования Одера.
20 апреля 1945 года Громыхалин первым в своём подразделении, несмотря на массированный вражеский огонь, переправил через Одер на лодке десант из 11 человек на западный берег. Во время высадки десанта он получил ранение, но, тем не менее, вновь отправился в рейс, доставив вторую группу десантников. Во время второго рейса он получил смертельное ранение. Похоронен на кладбище польского города Грыфино.
Указом Президиума Верховного Совета СССР от 29 июня 1945 года за «образцовое выполнение заданий командования на фронте борьбы с немецкими захватчиками и проявленные при этом отвагу и геройство» старший сержант Николай Громыхалин посмертно был удостоен высокого звания Героя Советского Союза. Также был награждён орденами Ленина, Красной Звезды, Славы 3-й степени, медалями «За отвагу» и «За оборону Москвы».